# Яткасаари

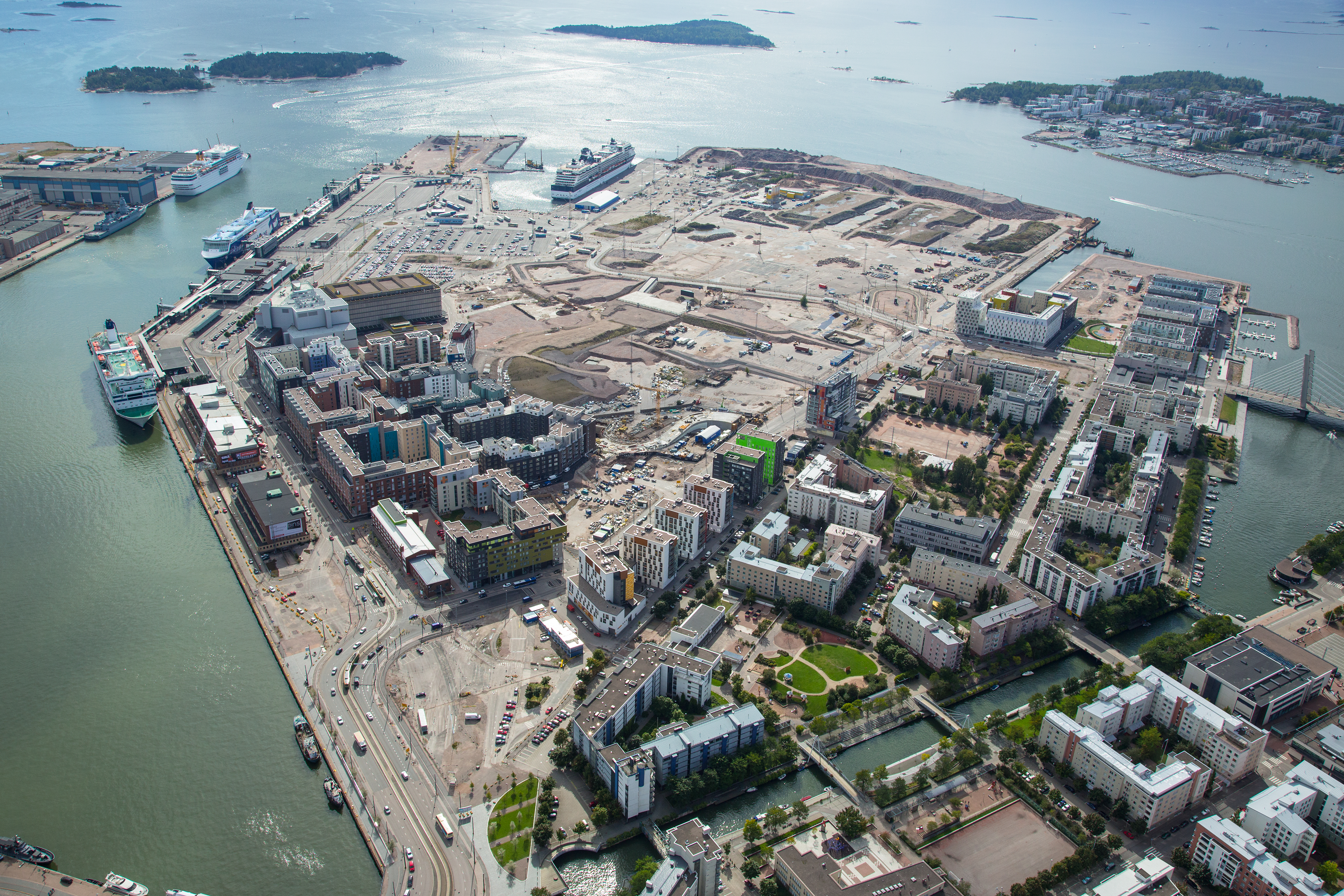
Вид на полуостров с воздуха

Яткасаари (фин. Jätkäsaari) — полуостров и квартал в Хельсинки, столице Финляндии. Он является частью района Кампинмальми и района Лансисатама.

## Общая информация
Здесь располагались главная контейнерная гавань Хельсинки до конца 2008 года, когда гавань переехала на новые объекты в Вуосаари, а также терминал для пассажирских паромов в Таллине, который остаётся в Лянсисатаме (фин. западная гавань).
Яткасаари первоначально представлял собой группу из четырёх островов: Яткасаари (Бушхольм), Хиетасаари (Сандхольм), Саукко (Уттерн) и крошечный Сауконкари. Море между островами и континентальной частью Финляндии было заполнено, образовав полуостров для размещения портовых сооружений. Этот район снова стал островом,когда был построен  канал Руохолахти. Поскольку большая часть портовых операций переместилась в новую гавань Вуосаари, в конце 2009 года, после завершения очистки загрязненной почвы, началось строительство нового многофункционального городского района.